# Dozer
Dozer är ett svenskt rockband/stonerrockband från Borlänge. Det bildades 1995.

## Historik

### Bildandet och första skivan
Dozer bildades 1995 i Borlänge, Sverige. I början spelade de i Borlänges ungdomsgårdar och som förband till grupper som besökte Borlänge.
1998 spelade de in en delad EP med det amerikanska bandet Unida. Skivan släpptes av MeteorCity 1998 samt ett nysläpp 2005.

### Genombrottet
Medan de försökte att säkra ett skivkontrakt skickade de ett demoband till Man's Ruin Records, som var känt inom stonerrock-genren. Frank Kozik som ägde Man's Ruin records blev så imponerad av demobandet att han valde att skriva kontrakt och ge ut deras första album, In the Tail of a comet, år 2000. Ett år senare gav Dozer ut sitt andra album Madre de Dios, även detta album på skivbolaget Man's Ruin Records. Strax efter skivsläppet lades dock Man's Ruin Records ner.
År 2003 släpptes deras tredje album, Call it Conspiracy, på bolaget Molten Universe. Efter att skivan givits ut valde Erik Bäckwall att lämna bandet och han ersattes med Karl Daniel Lidén från bandet Demon Cleaner. Under samma period spelade bandet även in en musikvideo till sin singel "Rising".

### Senare år
År 2005 spelade Dozer in sitt fjärde album, Trough The Eyes Of Heathens, i Seawolf Studios i Helsingfors i Finland. Skivan gavs ut av Small Stone Records som hade signerat samma år. Albumet innehöll sånger som "Until Man Exists No More" med gästande Troy Sanders från bandet Mastodon som sångare. Under början av 2006 valde Daniel Lidén att lämna bandet och ersattes av Olle Mårthans.
Under senare delen av 2008 gavs deras femte album ut, Beyond Colossal, inspelat och mixat av deras tidigare medlem Daniel Lidén med gästsångaren Neil Fallon från bandet Clutch. Albumet följdes av en kort Europaturné.
Dozer turnerade ofta med över 300 spelningar i ett flertal länder. De har turnerat tillsammans band som Mastodon, Rollins Band, Hellacopters, Spiritual Beggars, Clutch, Unida, Zeke, Nebula, Entombed med flera.
I november 2009 genomförde Dozer en spelning som enligt Tommi Holappa eventuellt kunde vara deras sista. Efter spelningen gjorde Dozer ett uppehåll på grund av att deras sångare Fredrik Norden började studera medan de andra medlemmarna gick till andra projekt.
Den 21 november 2012 annonserade gruppen, på sin hemsida, att de skulle genomföra tre spelningar under slutet av 2012 och början av 2013. Spelningarna ägde rum i Borlänge i december 2012, i Berlin och London i april 2013.

## Medlemmar
- Fredrik Nordin (sång, kompgitarr)
- Tommi Holappa (gitarr)
- Johan Rockner (bas)
- Olle "Bull" Mårthans (trummor)

### Tidigare medlemmar
- Erik Bäckwall (trummor)
- Karl Daniel Lidén (trummor)

## Diskografi
- In the Tail of a Comet (2000)
- Madre de Dios (2001)
- Call It Conspiracy (2003)
- Through the Eyes of Heathens (2006)
- Beyond Colossal (2008)

### EP
- Dozer "Supersoul" on Man's Ruin Records, 10" EP (May/2000). 1 500 ex pressad på grön vinyl.
- Coming Down The Mountain (1999, Delad med Unida)
- Dozer vs. Demon Cleaner (1998)
- Demon Cleaner vs. Dozer: Domestic Dudes E.P. (1999)
- Dozer vs. Demon Cleaner: Hawaiian Cottage E.P. (1999)

### Singlar
- "The Phantom" (2000)
- "Sonic Reducer" (Delad med Los Natas) (2002)
- "Day of the Rope" (2002)
- "Rising" (2003)
- "Star by Star" (Delad med Giants of Science) (2004)
- "Exoskeleton" (Delad med Brain Police) (2007)